# ورزش در مشهد

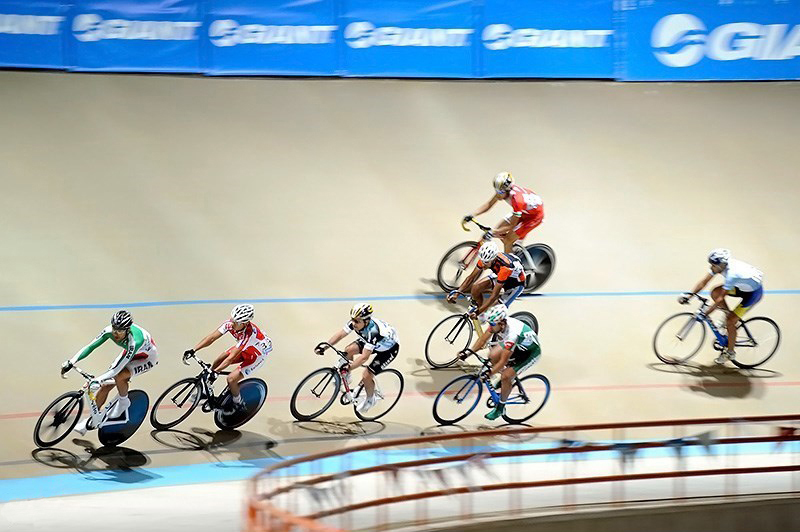
مسابقات جایزه بزرگ دوچرخه سواری مشهد

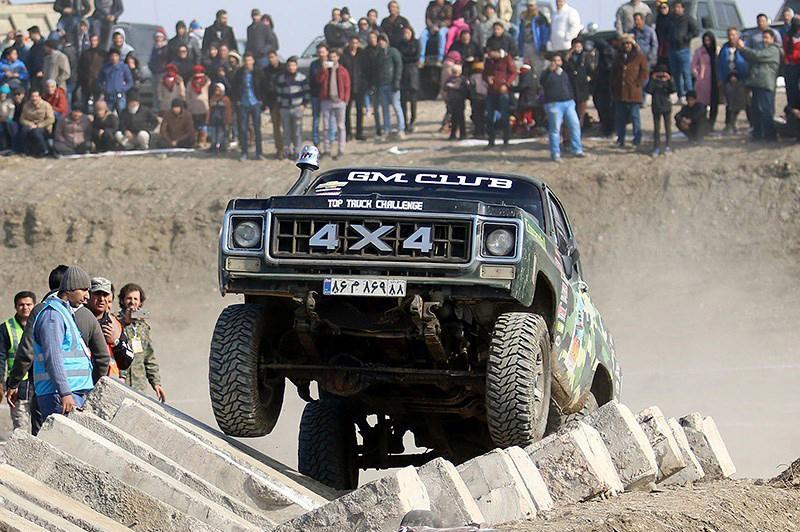
مسابقات آفرود در مشهد

ورزش در مشهد مقاله ای است که به بررسی امکانات و تیم‌های ورزشی موجود در استان مشهد می‌پردازد. مشهد با توجه به دارا بودن امکانات ورزشی اعم از تابستانی و زمستانی و داشتن ورزشگاه امام رضا (ع) و ورزشگاه ثامن الئمه و ورزشگاه تختی از پتانسیل ورزشی بالایی برخوردار است.

## فوتبال
فوتبال نیز از ورزش‌های پرطرفدار در مشهد است. دو سال پس از تأسیس اولین باشگاه فوتبال در تهران (کلوپ ایران)، اولین باشگاه فوتبال خراسان با نام کلوپ فردوسی در سال ۱۳۰۱ در مشهد آغاز به‌کار کرد و در سال ۱۳۳۸ باشگاه فوتبال آریا مشهد تأسیس شده که در سال ۱۳۴۰ قهرمان فوتبال ایران شد.
باشگاه‌های فوتبال در مشهد که هر کدام دوره ای نماینده فوتبال مشهد بودند:
| شماره | نام باشگاه  | سال تأسیس |
| ۱     | کلوپ فردوسی | ۱۳۰۱      |
| ۲     | آریا مشهد   | ۱۳۳۶      |
| ۳     | ابومسلم     | ۱۳۴۹      |
| ۴     | پیام        | ۱۳۵۵      |
| ۵     | پدیده       | ۱۳۹۱      |
| ۶     | فردوسی ثامن | ۱۳۹۵      |
| ۷     | شریعت نوین  | ۱۳۹۵      |
| ۸     | شادکام      | ۱۴۰۰      |
| ----- | ----------- | --------- |

بازیکنان بزرگی چون حسین صدقیانی در این تیم بازی می‌کردند. تیمی که در سال ۱۳۲۰ اولین بازی تیم ملی فوتبال ایران را برابر افغانستان برگزار کرد، به نام «منتخب مشهد» به افغانستان فرستاده شده بود (هر چند که تنها ۲ بازیکن مشهدی در این تیم حاضر بودند). پس از آن تیم‌های معتبری چون ابومسلم خراسان در این شهر بازی می‌کردند. همچنین تیم علم و ادب مشهد از تیم‌های مطرح و محبوب در لیگ باشگاهی فوتسال کشور است که امتیاز آن به‌طور موقت به فرش آرا مشهد منتقل شده است و نیز تیم فوتسال فردوسی مشهد که در فصل ۹۲–۹۳ به لیگ برتر صعود کرد.

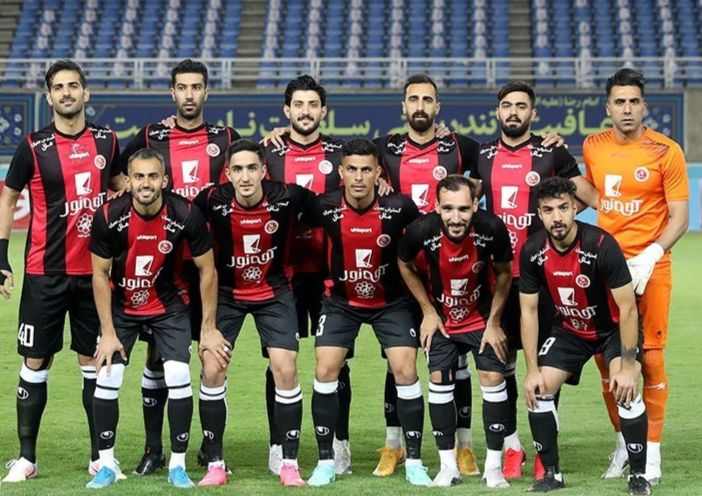
بازیکنان باشگاه فوتبال پدیده خراسان

 چند سالی است که مشهد هیچ تیمی در لیگ برتر خلیج فارس نیست حتی در لیگ‌های دسته اول و دوم نماینده ای وجود ندارد.

## کشتی
خراسان و شهر مشهد از دیرباز یکی از قطب‌های مطرح کشتی در سطح کشور بوده است و به‌نوعی ورزش اول این شهر محسوب می‌شود.

## ورزش‌های باستانی و زورخانه‌ای
ورزش‌های باستانی و زورخانه‌ای از جایگاه ویژه‌ای در مشهد برخوردار است و یکی از مهم‌ترین زورخانه‌های کشور، زورخانهٔ وابسته به تربیت بدنی آستان قدس رضوی در مشهد است.

## افراد سرشناس در ورزش مشهد
رسول خادم اَزغَدی (زادهٔ ۲۷ اسفند ۱۳۵۰ در مشهد) کشتی‌گیر بازنشسته، مدیر ورزشی و سیاستمدار ایرانی است. او رئیس پیشین فدراسیون کشتی ایران و عضو دوره‌های دوم و سوم شورای شهر تهران بوده است. وی در دومین دورهٔ شورای شهر تهران رئیس کمیسیون فرهنگی و اجتماعی و در سومین دوره، رئیس کمیسیون برنامه و بودجه بود. خادم همچنین مدیریت تیم‌های ملی کشتی از ۱۳۹۲ تا ۱۳۹۵، سرمربی‌گری تیم ملی کشتی آزاد از ۱۳۹۲ تا ۱۳۹۵ و همچنین ۱۳۹۶ تا ۱۳۹۷، عضویت در هیئت اجرایی کمیته ملی المپیک (۱۳۹۲ تا ۱۳۹۶) را بر عهده داشته است.
خادم از برترین کشتی‌گیران ایرانی تمام ادوار به‌شمار می‌رود و افتخاراتی از جمله قهرمانی در المپیک ۱۹۹۶ آتلانتا و کسب مدال برنز در المپیک ۱۹۹۲ بارسلون، دو دوره قهرمانی و یک نائب قهرمانی در مسابقات قهرمانی کشتی جهان، مدال طلای بازی‌های آسیایی ۱۹۹۴ و پنج مدال طلا در مسابقات قهرمانی آسیا دارد. رسول خادم برادر امیررضا خادم و پسر محمد خادم است.
علیرضا واحدی نیکبخت (زاده ۹ تیر ۱۳۵۹ -مشهد) بازیکن سابق و مربی فوتبال اهل ایران است که سابقه هفت سال بازی در باشگاه فوتبال استقلال تهران را در کارنامه خود دارد و در پست هافبک چپ بازی می‌کرد.
سیده غزاله حسینی معروف به غزاله حسینی (زاده ۲۴ خرداد ۱۳۸۵ در مشهد) وزنه‌بردار تیم ملی ایران است.
حامد آفاق اسلامیه (متولد ۱۲ بهمن ۱۳۶۱ در مشهد) بازیکن تیم ملی بسکتبال ایران و عضو تیم بسکتبال شهرداری اراک می‌باشد. وی با حامد سهراب نژاد هم تیمی خود در تیم ملی باجناغ است. وی امسال به تیم بسکتبال شهرداری اراک پیوست. ویژگی بازی آفاق در پرتاب‌های سه امتیازی می‌باشد.

## ورزشگاه‌ها
مشهد دربردارندهٔ مجموعه‌ها و اماکن ورزشی بسیار و چند پیست ورزشی است. مجموعه‌های ورزشی ورزشگاه امام رضا (ع)، ورزشگاه ثامن، ورزشگاه تختی مشهد، مجموعه‌های ورزشی آستان قدس رضوی، مجتمع فرهنگی ورزشی یاس، استخرهای ارمغان، کاظمیان، هلال احمر و شهید بهشتی و مجموعهٔ ورزشی موج‌های آبی را می‌توان به‌عنوان نمونه یاد کرد.
ورزشگاه ثامن، ورزشگاه امام رضا و ورزشگاه تختی، مهم‌ترین استادیوم‌های ورزشی مشهد هستند. ورزشگاه ثامن مشهد دومین ورزشگاه ایران پس از ورزشگاه آزادی است که به دوربین عنکبوتی مجهز شده است. فاز اول این ورزشگاه با گنجایش ۳۰هزار نفر در سال ۱۳۸۳ افتتاح گردید. ورزشگاه امام رضا نیز شامل ۱۴ سالن ورزشی در زیر جایگاه تماشاگران فوتبال استادیوم ۳۰هزار نفری است. این ورزشگاه تنها ورزشگاه مسقف فوتبال در ایران است که به لحاظ ویژگی‌های ساخت ازجمله استفادهٔ بهینه از تمامی فضاها، سقف خرپائی جایگاه تماشاگران با روکش پوسته‌ای، تأمین پارکینگ طبقاتی و سایر امکانات رفاهی برای تماشاگران، رختکن مجهز بازیکنان و داوران، سالن‌های کنفرانس، پیش‌بینی ورود و خروج تماشاگران در کمترین زمان و… با استانداردهای روز دنیا برابری دارد.
پیست دوچرخه‌سواری مشهد که در سال ۱۳۹۰ به‌عنوان مجهزترین پیست دوچرخه‌سواری کشور معرفی گردید؛ پیست اتومبیل‌رانی، پیست موتورسواری و پیست موتورکراس که همه در ۱۰ کیلومتری جادهٔ مشهد–شاندیز واقع هستند؛ پیست اسکیت بلوار شهید باهنر، پیست اسکیت کوهسنگی، پیست اسکی شیرباد مشهد، پیست اسکی سنتی کوه‌های آب‌وبرق مشهد و پیست سوارکاری مشهد نیز از دیگر پیست‌های ورزشی مشهد هستند. اولین زمین چمن گلف ایران نیز در مجموعهٔ ثامن شهر مشهد واقع شده است.